# Смільне
Смільне́ — село в Україні, у Бродівській міській громаді Золочівського району Львівської області. Орган місцевого самоврядування — Бродівська міська рада. Населення становить близько 700 осіб.

## Географія
В селі є ботанічний заказник «Кемпа».

## Історія
Перші письмові відомості пов'язані з Сеньком Смоленським і датуються 1431 роком, коли відбувалася відома оборона Олеська (боротьба проти польської експансії), учасником якої і був згаданий чоловік. Враховуючи особливості творення прізвищ на той час, можна стверджувати про його походження з с. Смільна. На схожість твірної основи вказує також назва сусіднього населеного пункту — Гаї-Смоленські, заснованого вихідцями с. Смільна. У 1511 році навколишні села поблизу Бродів та село Смільно опиняються у власності родини Каменецьких. 1580 року село було продано белзькому воєводі Станіславу Жолкевському. Його син Лукаш Жолкевський згодом перепродує Смільно Станіславу Конецпольському. Від XVIII століття власником села була родина Валевських, а протягом 1723—1834 років незмінними власниками Смільна були представники роду Потоцьких.
Розпорядженням міністра внутрішніх справ Польщі від 14 жовтня 1933 року сільські ґміни Старі Броди, Фільварки Великі, Фільварки Малі та Смільне Бродського повіту було включено до складу міської ґміни Броди.
На початку XX століття в селі збудована церква Святителя Миколая. Нині храм перебуває у користуванні православної громади села Смільне. Парохом церкви від 9 серпня 1965 року до грудня 2011 року був о. Михайло Захарець.
12 червня 2020 року, відповідно до розпорядження Кабінету Міністрів України № 718-р «Про визначення адміністративних центрів та затвердження територій територіальних громад Львівської області», село увійшло до складу Бродівської міської громади.
19 липня 2020 року, в результаті адміністративно-територіальної реформи та ліквідації Бродівського району, село увійшло до складу новоствореного Золочівського району.

## Відомі люди
- З селом пов'язане ім'я відомого українського діяча Івана Тиктора. Тут мешкала його дружина Марія Хом'як. Подружжя у 1923 році брало шлюб у місцевій церкві, і мешкало деякий час (під час відпусток) у Смільному. Тиктор співпрацював з місцевою читальнею «Просвіти», постачаючи книги власного видавництва.
- У селі народився о. Юліян Дзерович (1871—1943) — останній голова товариства «Просвіта» у Львові, священик УГКЦ